# Star Shell
Star Shell은 모던 락 밴드 넬의 디지털 싱글이다. 18일 0시 각종 음악사이트를 통해 공개된 넬의 신곡 'Star Shell'은 자신들의 브랜드 콘서트인 2015 NELL’S SEASON 201509 공연 첫째 날 전격 음원을 발표해 팬들에게 큰 선물을 선사해 의미를 더한다. 조명탄이라는 뜻의 신곡 'Star Shell'은 쓰러질 듯 말 듯 꿈을 위해 힘겹게 달려가는 이들에게 일종의 신호탄 같은 역할이 되었으면 하는 바람에서 만들어진 곡이다. 처음부터 끝까지 휘몰아치는 러프한 사운드 안에서 넬만의 섬세한 밸런스를 잃지 않고 세련된 스타일로 완성, 세상의 벽 앞에서 좌절하고 있는 이들에게 실패를 두려워하지 말고 우리 모두 일어나자는 신호를 담아 듣는 이로 하여금 넬의 따스한 위로를 느끼며 그들의 응원에 힘이 절로 솟아나게 한다. 또 뮤직비디오도 함께 공개됐다. 공개된 뮤직비디오는 각광받지 않는 소수의 주류 사람들의 모습과 고독한 감성들을 거친 화면과 앵글들로 표현해내며 독특한 연출로 아날로그 감성 이 물씬 담겨냈다. 특히 손전등 불빛이 흩날리고 연막탄과 함께 열광하는 팬들의 모습과 그 속에서 공연을 하고 있는 넬의 모습과 함께 강렬한 메시지를 던져주고 있다.
정규 7집의 선공개 싱글 개념으로 공개된 곡이었으나, 정작 수록되지는 않았다.

## 수록곡
1. Star Shell

## 참고 문서
- 네이버 뮤직